# Mikrouttryck
Ett mikrouttryck är ett mycket kort, ofrivilligt ansiktsuttryck som speglar en människas omedelbara känsla. De förekommer oftast i högrisksituationer, där personen har något att vinna eller förlora. Till skillnad från vanliga ansiktsuttryck (makrouttryck) kan mikrouttryck svårligen åstadkommas viljemässigt. De uttrycker de sju universella ansiktsuttrycken; äckel, ilska, rädsla, sorg, lycka, förvåning och förakt. 
Mikrouttrycken uppstår under en 1/25 av en sekund och är därför nästan omöjliga att upptäcka. En studie av doktorerna Paul Ekman och Maureen O’Sullivan visar att endast 50 av 20 000 personer (0,25% av befolkningen) kan tolka och uppfatta dessa uttryck. Dessa personer har en "nästan perfekt förmåga att se/uppfånga mikrouttryck". Personer som testas och kan avslöja lögnare med över 80% korrekthet kallas "Truth Wizards". 
Forskningen kring mikrouttryck ligger till stor del bakom TV-serien Lie to Me, där huvudpersonen Cal Lightman baseras på Paul Ekman.